# Noctitrella ardua
Noctitrella ardua är en insektsart som beskrevs av Andrej Vasiljevitj Gorochov 2003. Noctitrella ardua ingår i släktet Noctitrella och familjen syrsor. Inga underarter finns listade i Catalogue of Life.